# Salsola namaqualandica
Salsola namaqualandica är en amarantväxtart som beskrevs av Viktor Petrovitj Botjantsev. Salsola namaqualandica ingår i släktet sodaörter, och familjen amarantväxter. Inga underarter finns listade i Catalogue of Life.